# Matt Hobby
Pour les articles homonymes, voir Hobby.
Matt Hobby est un acteur américain né le 18 janvier 1985.

## Filmographie

### Cinéma
- 2008 : The Cult of Sincerity : Bo
- 2011 : DEC. 26 : Elf
- 2012 : Fops
- 2012 : Periods
- 2012 : Sagittarius : Langman
- 2013 : Big City, Bright Lights
- 2013 : Breakup at a Wedding : le meilleur ami d'Alison
- 2016 : Spaghettiman : Pot Doctor
- 2017 : In the Bubble
- 2018 : One Way Wolf Blitzer Freaky Friday : Isaac
- 2018 : Cop Chronicles: Loose Cannons: The Legend of the Haj-Mirage : M. Danforth
- 2019 : Justine : l'accueil du supermarché

### Télévision
- 2010 : Diamonds Wow! : Mark Zuckerberg (1 épisode)
- 2011 : Onion SportsDome : Brimford (1 épisode)
- 2011 : CollegeHumour Originals : Bastian (1 épisode)
- 2012 : Boardwalk Empire : Phillip le serviteur de la maison Thompson (5 épisodes)
- 2013 : Don't Trust the B---- in Apartment 23 : l'hôte (1 épisode)
- 2013-2015 : Hart of Dixie : Rudy Truitt (10 épisodes)
- 2015 : Highly Evolved Human : le médecin
- 2015 : Mom : Chip (1 épisode)
- 2015 : Skits-O-Frenic : Cimber (1 épisode)
- 2015-2016 : The Grinder : Patt Landy (5 épisodes)
- 2017-2020 : Young Sheldon : Pasteur Jeff (19 épisodes)
- 2018 : The Emperor's New Clothes : le tailleur
- 2019 : Bienvenue chez les Huang : Kurt (1 épisode)
- 2019 : Your Pretty Face Is Going to Hell : Carl Dugan (1 épisode)
- 2019 : Noches con Platanito : un invité (1 épisode)